# Fritzi Ridgeway

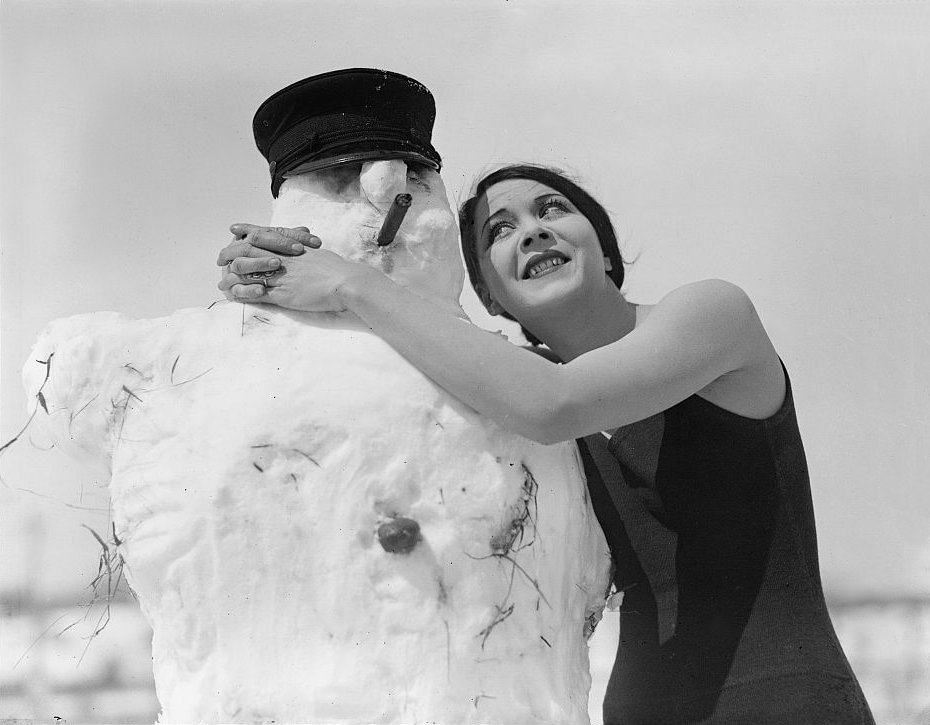
Fritzi Ridgeway, 1924

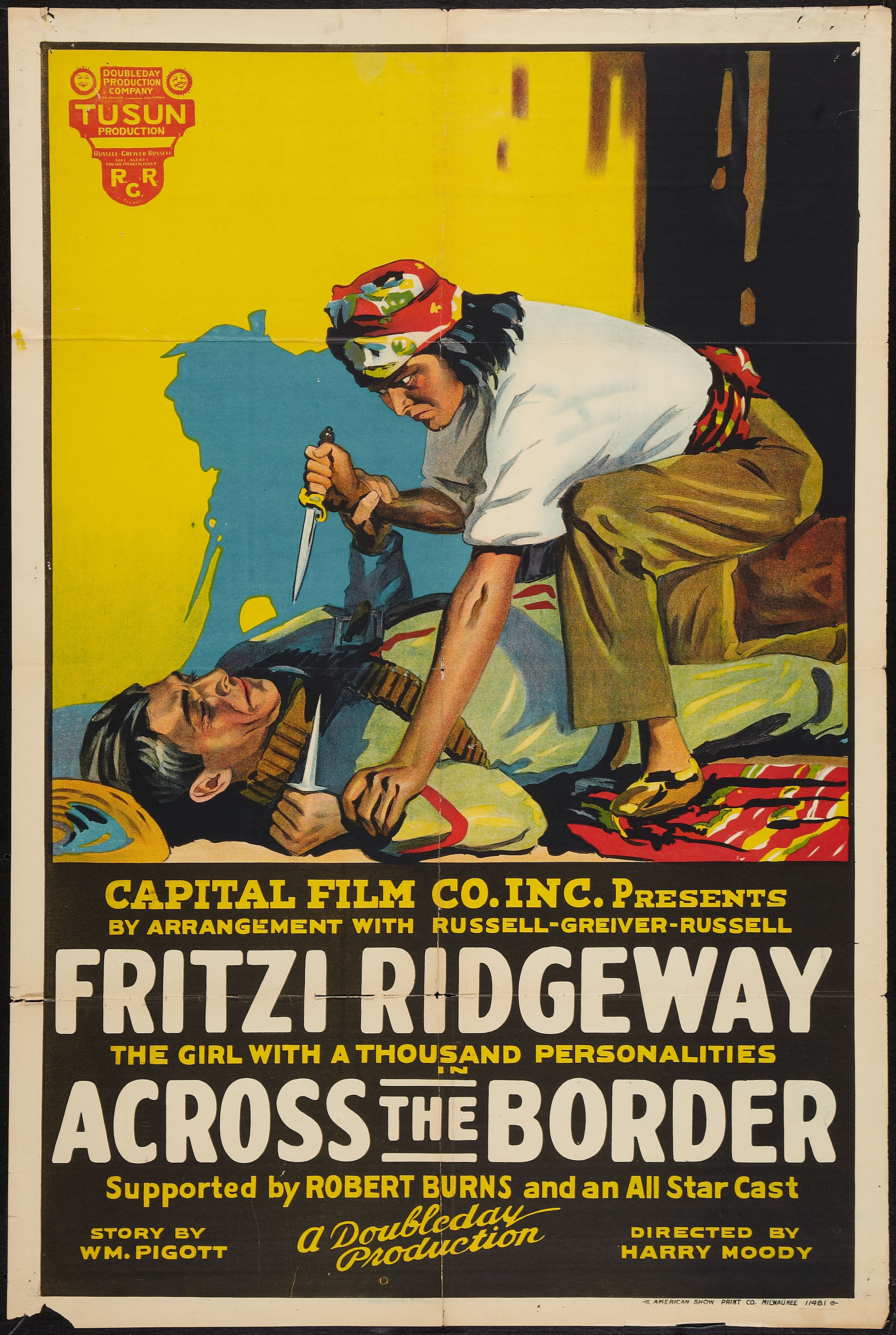
Across the Border 1920

Fritzi Ridgeway (8 de abril de 1898 – 29 de março de 1961) foi uma atriz norte-americana da era do cinema mudo. Ela atuou em 63 filmes entre 1916 e 1934. Foi casada com o compositor russo Constantin Bakaleinikoff. Em 1928, ela construiu o Hotel del Tahquitz em Palm Springs, Califórnia. Fritzi nasceu em Butte, Montana e faleceu em Lancaster, Califórnia, vítima de um ataque cardíaco.

## Filmografia selecionada
- The Soul Herder (1917)
- When Doctors Disagree (1919)
- The Unpainted Woman (1919)
- The Petal on the Current (1919)
- Hollywood (1923)
- Face Value (1927)
- The Enemy (1927)
- Hell's Heroes (1930)